# Benjamin Genton
Benjamin Genton (* 20. května 1980, Paříž, Francie) je bývalý francouzský fotbalový obránce, který naposledy působil v klubu Le Havre AC, kam odešel v roce 2010 z týmu FC Lorient.

## Klubová kariéra
Ve své kariéře hrál za 3 francouzské kluby: US Créteil-Lusitanos, FC Lorient a Le Havre AC.